# Остров Старичков
Остров Ста́ричков — остров в России, расположенный у юго-восточного берега полуострова Камчатка в северной части бухты Саранная в южной части Авачинского залива Тихого океана, к северо-востоку от устья реки Большая Саранная и южнее города Петропавловск-Камчатский и входа в Авачинскую бухту. Получил своё название от обитающей на нём колонии обыкновенных ста́риков. Известен своей колонией водоплавающих птиц и является особо охраняемой природной территорией. На острове гнездится обыкновенный старик (Synthliboramphus antiquus), внесённый в Красную книгу Камчатского края. Находится в ведении Камчатского филиала Тихоокеанского института географии Дальневосточного отделения Российской академии наук. Наивысшая точка 147 метров над уровнем моря. Севернее острова находятся камень Караульный и скала Палец (Часовой).

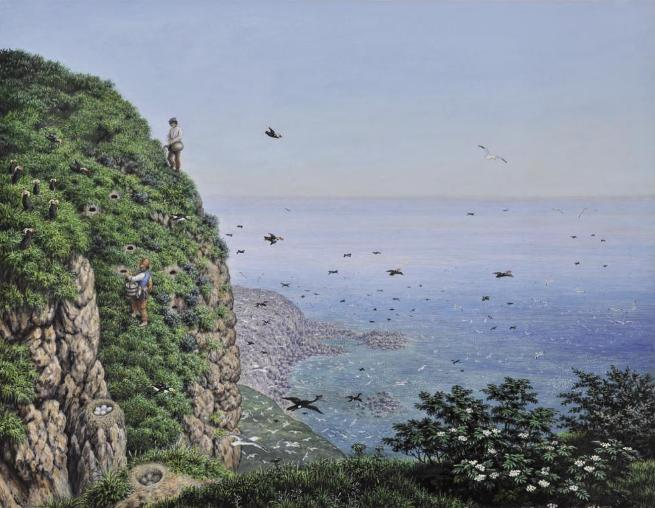
Генрих фон Киттлиц. Остров Старичков, скалы

В 1826—1829 годах Генрих фон Киттлиц принимал участие в кругосветном путешествии Фёдора Литке на шлюпе «Сенявин». Киттлиц посетил остров Старичков, запечатлел его на своих акварелях и оставил описание в сочинении «Воспоминания о путешествии в Русскую Америку, Микронезию и Камчатку» (Denkwürdigkeiten einer Reise nach dem russischen Amerika, nach Mikronesien und durch Kamtschatka, 1858). Литке оставил описание острова в сочинении «Путешествие вокруг света, совершенное по повелению императора Николая I на военном шлюпе „Сенявине“ в 1826, 1827, 1828 и 1829 годах».